# Anatoksyna (medycyna)

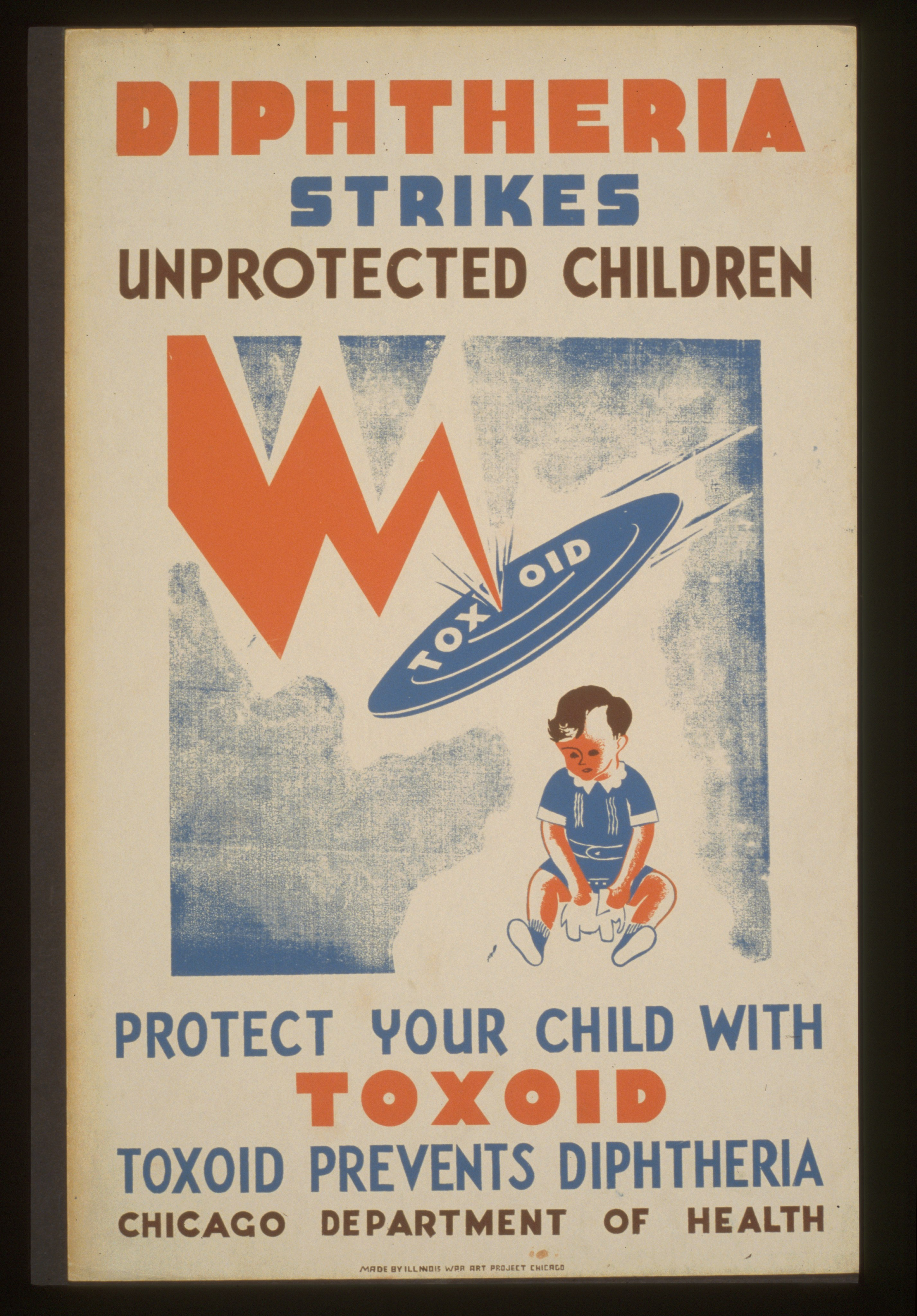
Plakat promujący szczepionki zawierające toksoid błoniczy

Anatoksyna, toksoid – toksyna bakteryjna pozbawiona właściwości toksycznych, tj. inaktywowana chemicznie (przez dodanie formaliny) lub termicznie (przez ogrzewanie), w taki sposób, aby nie pozbawić jej zdolności stymulacji układu odpornościowego do wytwarzania przeciwciał wobec niej.
Anatoksyny są stosowane jako szczepionki przeciw zakażeniom charakteryzującym się produkcją egzotoksyn (błonica, tężec).